# De sphaera mundi
Pour les articles homonymes, voir Mundi.
De sphaera mundi, parfois aussi nommé Tractatus de sphaera ou simplement De sphaera, traduisible en français Traité de la sphère, est un ouvrage médiéval écrit par Johannes de Sacrobosco vers 1230, qui introduit les éléments de base de l'astronomie.
Largement inspiré de l'Almageste de Ptolémée, et reprenant des idées de l'astronomie arabe, ce fut l'un des ouvrages d'astronomie les plus influents en Europe avant Copernic.
Avant l'invention de l'imprimerie, il est copié de nombreuses fois, le plus ancien manuscrit nous étant parvenu date de 1240 et se trouve à Copenhague. C'est le premier livre d'astronomie à être imprimé à Ferrare en 1472 (à l'exception de calendriers, etc.). Entre cette date et le XVIIe siècle, plus de 200 éditions sont publiées.

## Sources
- Philippe Dutarte, Les Instruments de l'astronomie ancienne, Vuibert, 2006
- Olaf Pedersen, The “Corpus Astronomicum” and the Traditions of Medieval Latin Astronomy: A Tentative Interpretation, p. 59-76, dans Owen Gingerich et Jerzy Dobrzycki (éd.), Colloquia Copernicana III, Wroclaw, Ossolineum, 1975.
- Lynn Thorndike, The Sphere of Sacrobosco and its Commentators,  Chicago, University of Chicago Press, 1949.